# Río Colorado (Cautín)
El río Colorado  es un curso natural de agua que nace en la falda sur del volcán Lonquimay y tras corto trayecto desemboca en el río Cautín de la cuenca del río Imperial.

## Trayecto

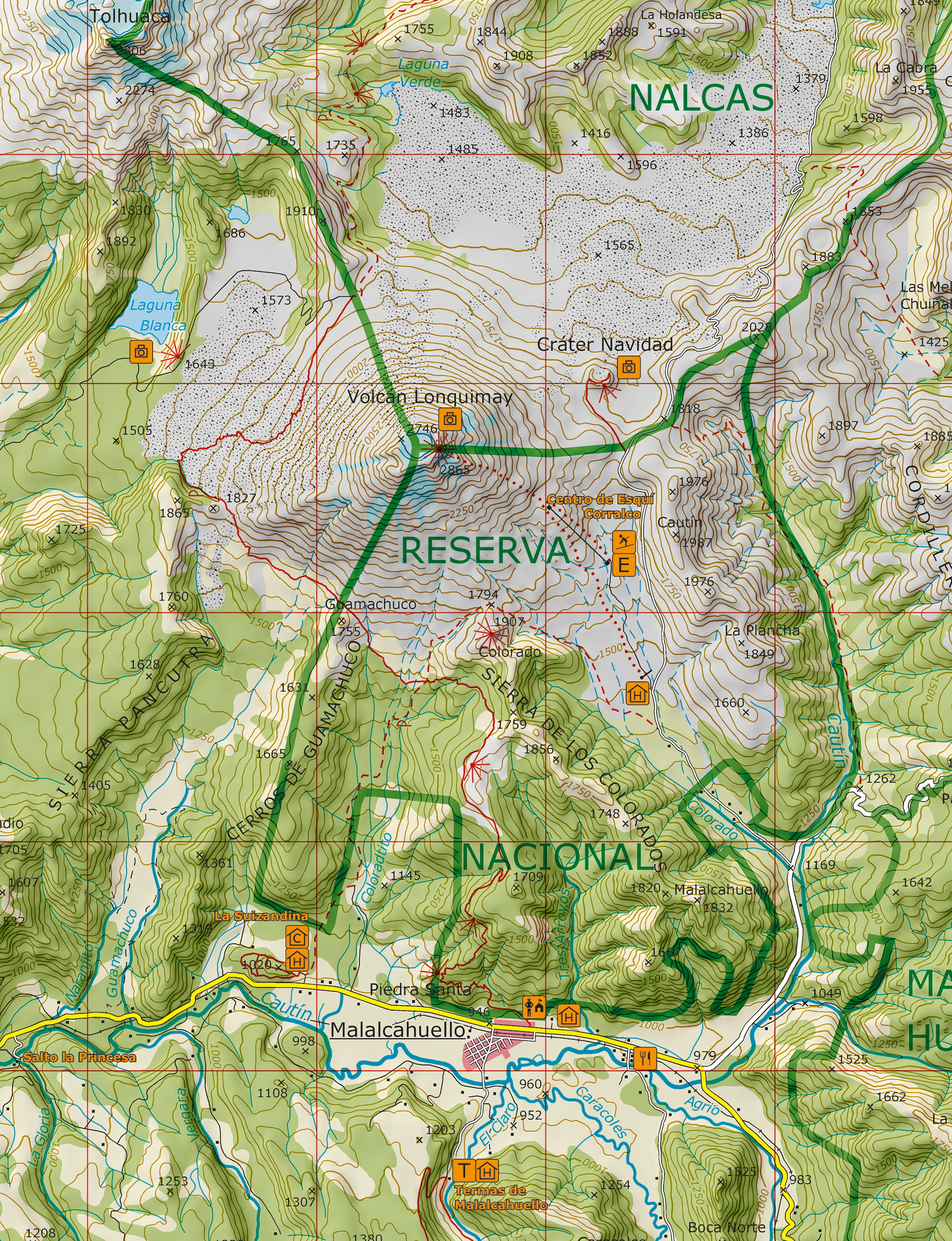
Mapa topográfico del volcán Lonquimay, con el "Coloradito".

## Historia
Luis Risopatrón lo describe en su Diccionario Jeográfico de Chile en 1924:: 239 
Colorado (Río). De corto curso i caudal, nace en las faldas SE del volcán Lonquimai, corre hacia el SE entre alturas selvosas i se vacia en el curso superior del río Cautín.